# Predella
Predélla, nogle gange pradella eller pedrella (fra latin piedrella, "en skammel" eller "et trin"). Særlig betyder predélla det til de senmiddelalderlige fløj altertavler hørende fodstykke, som hæver den egentlig tavle et stykke op over det murede alterbord. Historisk er det vistnok en levning af det ældre superfrontale, praktisk letter predélla fløjenes bevægelser hen over alterbordet. Predélla kan rumme et skab til kirkens hellige kar, og den kan ligesom altertavlen være smykket med skårne figurer; hyppigt er den dog et glat bræt med malede billeder.